# زائده خاری
زائدهٔ خاری (به انگلیسی: Spinous process) یک زایده پشتی از هر قوس مهره‌ای است که از اتصال دو تیغه یا لامینا (Lamina) ایجاد می‌گردد. زوائد خاری در خط میانی ستون فقرات از ناحیه گردنی به طرف پایین آن قابل لمس هستند.

## نگارخانه

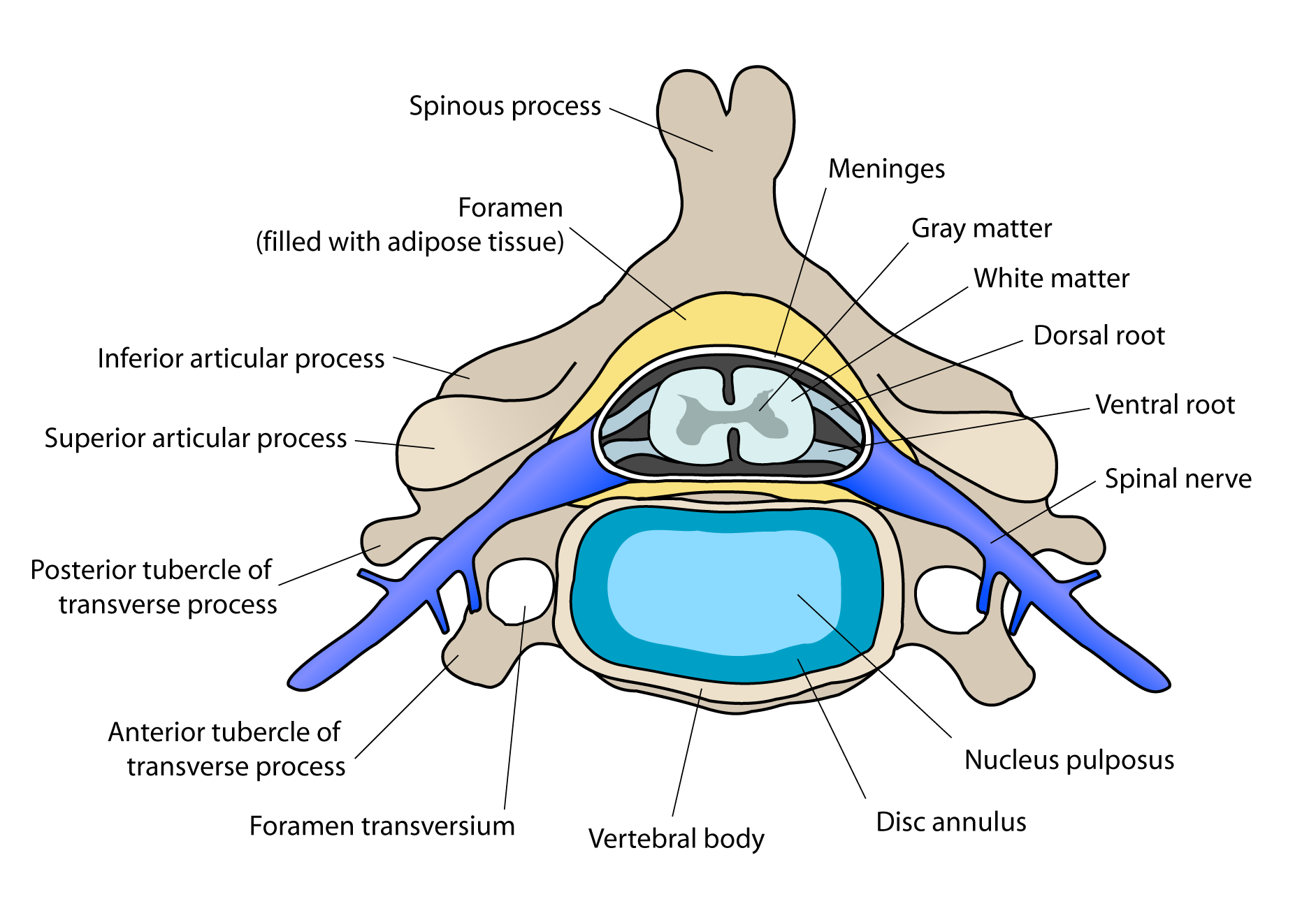
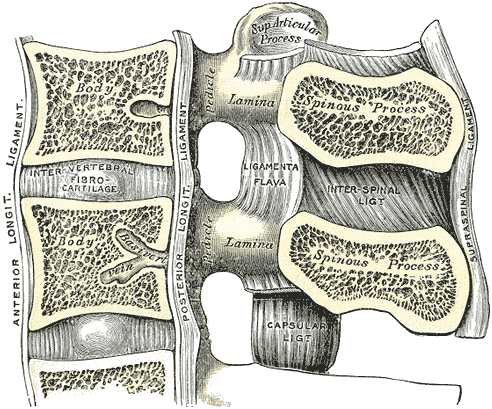
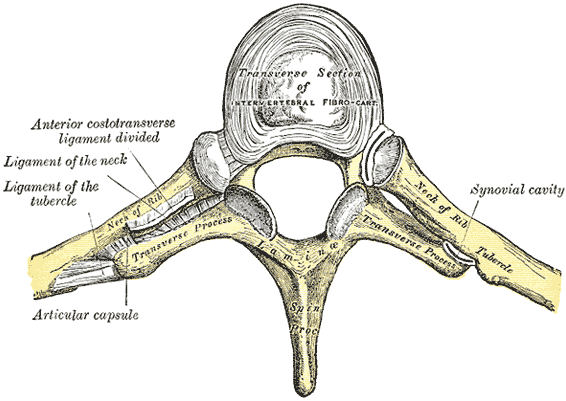